# Cerámica nazarí
La cerámica nazarí es un tipo de cerámica decorada con una técnica y decoración característica, la loza azul y dorada, que nació en la ciudad de Granada, España, en el ámbito del recién constituido reino nazarí cuyo primer gran mandatario fue Muhammad ibn Nasr que se declaró vasallo del rey Fernando III de Castilla. Como consecuencia de los avances de la Reconquista por parte de los reyes cristianos la industria de la loza languideció hasta extinguirse en Murcia y Almería mientras que los alfares de Málaga tomaron una gran notoriedad que continuaría hasta el fin del reino nazarí. La loza dorada conocida con el nombre de «obra de Maliqa u ópera Malika» será durante siglos algo muy especial y de categoría. 
Partimos de la base de que aún falta mucho sobre el estudio de este tipo de cerámica. Sus análisis se han hecho desde distintas perspectivas desde el siglo XIX. De aquí destacamos los primeros, que estudiaban los objetos más decorados y sacados del ámbito de los museos desde una óptica artística, hasta, desde los años 80 a la actualidad, un acercamiento a su realidad arqueológica y estratigráfica, atendiendo a criterios como las tipologías, intercambio y producción. Ejemplos de esto fueron las extraídas de la Alcazaba de Málaga, o del poblado fortificado de los Guájares, en Granada.
La cerámica nazarí se caracteriza por no ser solamente una cerámica que use el dorado, elemento ya existente en al-Ándalus de antes del Reino Nazarí, sino que además añade el azul a través del óxido de cobalto en el esmalte. Este tipo de decoración aparece dedicado a contextos de lujo, como la Alhambra en Granada, o las Alcazabas de Málaga y Almería, con sus propios talleres para su elaboración, y buscando representar y legitimar al poder político nazarí. Esta realidad choca en gran parte con las producciones ligadas al uso cotidiano. Los centros alfareros serían múltiples y colocados para una distribución de las piezas eficaz, como en el caso del Castillejo de los Guájares. En esta línea, encontramos piezas que encuentran la síntesis perfecta entre belleza y funcionalidad, tradición que viene del periodo almohade, con formas adaptadas al ámbito doméstico que van desde las dedicadas a la preparación de alimentos, a cocinar, o la "cerámica de agua" para transportar líquidos. Este menaje no suele estar vidriado, suelen ser tipologías tales como tinajas, jarras, jarritas, muy parecidas a las relacionadas con el poder, pero sin las decoraciones en azul y dorado.

## Cerámica nazarí en la arquitectura
La cerámica como decoración en la arquitectura alcanzó gran importancia en época nazarí superando incluso a las etapas anteriores. Las fachadas exteriores de los edificios por el contrario continuaron siendo discretas y trabajadas en ladrillo. La arquitectura de los palacios nazaríes utilizó materiales más pobres que en épocas anteriores (los Omeyas de Córdoba fueron suntuosos). Todo el esplendor de esta época nazarí se limitó a la decoración de interiores con estucos, maderas y azulejos.
En zócalos, pórticos, suelos y puertas se hizo visible la decoración del azulejo y el alicatado, bien con la técnica de cuerda seca, bien con el relieve o el pintado, eligiendo especialmente el azul cobalto y el dorado.

### En Granada
La mejor muestra de azulejos nazaríes se encuentra en el complejo de La Alhambra pero en la propia ciudad de Granada también se pueden ver ejemplos muy significativos.
Cuarto Real de Santo Domingo
Se atribuye la construcción de un palacio edificado en la parte baja de la ciudad de Granada a Muhammad II que estaría destinado como lugar de retiro de los reyes nazaríes en los días especiales de Ramadán. Los Reyes Católicos lo confiscaron y se lo cedieron a los dominicos para que fundaran el convento de Santa Cruz que levantaron junto al palacio en el siglo XVI. De la construcción árabe queda la torre cuya planta está dividida en una sala cuadrada y dos alcobas.
Tiene mucho interés la gran diversidad de alicatados que se conserva en los zócalos y en algunas columnas adosadas. En este lugar se datan los primeros azulejos dorados hechos con gran destreza. La decoración ofrece temas geométricos con cintas de colores y estrellas de ocho puntas, elaborados con la llamada «gama fría» que incluye los colores verde y azul pálido, blanco y negro y que tuvo su desarrollo en la etapa anterior. Son los primeros pasos del período nazarí. De todo este muestrario se considera los alicatados más bellos aquellos que están en la jambas de un arco con almenas blancas salpicadas de gotas vidriadas en negro, azul, melado y verde. En estos alicatados hay una inscripción en escritura nasji hecha sobre negro que a su vez destaca sobre fondo blanco cuya leyenda dice:

Os hemos descubierto entrada ilustre para perdonaros Dios lo pasado y lo venidero de nuestros pecados, y cumplir la promesa con vosotros y guiaros por el camino de la rectitud y sublimar Dios la dignidad honrada, y para que haya por esto reposo en los corazones de los creyentes

Son de destacar también los arcos polilobulados con aliceres azules (frisos de azulejos) cuya clave se decora con azulejos cuadrados y alfardones enlazados. La composición alberga los atauriques o arabescos de palmetas disimétricas —herencia almorávide-almohade— vidriados en negro y la decoración de escritura cúfica en aliceres verdes con la leyenda

Di tú: Dios es único

Es excelente la calidad y belleza de todos estos azulejos y del alicatado y sobre todo la calidad del dorado. No se ha encontrado documento alguno que testimonie el lugar de fabricación; los estudiosos del tema creen que se trata de una temprana «obra maliqa».
- Cuarto Real de Santo Domingo
- Detalle de alicatados
- Decoración en «gama fría»; almenas blancas salpicadas de gotas vidriadas en negro, azul, melado y verde
- Alicatado en las jambas

La Alhambra
En el complejo arquitectónico de La Alhambra es donde se encuentran los mejores ejemplos de azulejos nazaríes, ejemplares únicos y al mismo tiempo abundantes en zócalos, salas, patios, torres, puertas y soleras. La Casa Real Vieja se compone de antiguos palacios árabes, conjunto mandado construir por Yusuf I que después reanudó Muhammad V; el conjunto contiene el Mexuar, el salón de Comares y el palacio de los Leones principalmente.

En todos estos espacios se conservan los azulejos de tema geométrico y estrellas de ocho puntas hechos con la técnica del vidriado melado.
De tiempos de Yusuf es la puerta de la Justicia, en codo,  con su arco de herradura con dovelas de ladrillo inscritas en un cuadrado también de ladrillo.

Después de atravesar el primer arco se puede  observar la sección de azulejos vidriados en azul y verde con decoración de sebqa. Yusuf fue también el responsable de la torre del Cadí, torre de Comares, puerta de Siete Suelos, mezquita del Partal y los baños; estos últimos conservan en sus paredes y asientos una rica decoración de azulejos.

- Azulejos en La Alhambra
- Detalle de los azulejos en los baños
- Sala del Mexuar
- Sala de los Reyes
- Decoración sebqa en la puerta de la Justicia. La talla gótica es muy posterior

Muhammad V sucedió a su padre Yusuf. Fue contemporáneo de Pedro I y Enrique II. Esta coincidencia en el tiempo se aprecia en las concordancias entre el arte nazarí y el arte mudéjar de tiempos de los dos reyes cristianos.
Con Muhammad se desarrolló una época espléndida en cuanto al arte se refiere. En algunas estancias han desaparecido los zócalos de azulejos o han sido sustituidos pero la ornamentación de la sala de Dos Hermanas y del Mirador de Lindaraja conservan los zócalos alicatados con su sabor y calidad auténticos. Son obras muy originales con cintas pintadas en azul, verde, melado y morado, hecho sobre estaño, donde se entremezclan los escudos de banda nazaríes que incluyen el lema de la dinastía «wa-la galib illa illah» (solo Dios es vencedor).
El Mirador de Lindaraja está decorado con un alicatado de pequeños aliceres vidriados en azul, verde, melado y negro, separados por cintas blancas.

También se decoraron con alicatados vidriados las tacas (alacenas pequeñas); se conserva un buen ejemplo en la que hay en la sala de la Barca y otro en el arco que está entre la sala de Dos Hermanas y la de los Ajimeces (sala con balcones volados con celosías); están recubiertos con azulejos de cuerda seca. Muhammad V llevó a cabo la restauración de la puerta del Vino. Sus albanegas o enjutas presentan una decoración con lazos, roleos y palmetas.
- Azulejos en La Alhambra
- Taca decorada con azulejos
- Sala de Dos Hermanas; azulejos con cintas pintadas en azul, verde, melado y morado, hecho sobre estaño, donde se entremezclan los escudos de banda nazaríes
- Puerta del Vino; enjutas con azulejos
- Mirador de Lindaraja

Pavimentos
Los palacios de La Alhambra estuvieron pavimentados no solamente con losas de mármol o de piedra sino que hubo una alternancia con azulejos de ornamentación azul y dorada y con ladrillos vidriados y olambrillas, como se puede ver en el patio de Lindaraja. Esta solería no ha sido fácil de conservar a lo largo de los siglos, sobre todo el dorado que es siempre más frágil aunque ha quedado más testimonio en el vidriado azul. El contacto con la humedad del suelo y la diferencia de calzado entre las dos culturas —musulmán y cristiano— hicieron que poco a poco fuera desapareciendo este tipo de pavimento. Los musulmanes pisarían descalzos o con babuchas mientras que los cristianos recién llegados después de 1492 lo harían con botas recias. Se pueden señalar algunos ejemplos que subsistieron: En el salón de Embajadores queda una pequeña muestra en el centro.
En la sala de Dos Hermanas la solería estaba compuesta por azulejos en blanco y azul salpicada con el escudo nazarí; en 1815 sufrió a causa del deterioro una restauración completa.
Entre la sala de la Barca y el salón del Trono hubo un pavimento alicatado cuyos restos se conservan en el museo de Granada. En algunos pavimentos se hacía la combinación de azulejos cuadrados alicatados con otros redondos que contenían exclusivamente el escudo nazarí de la Banda.
Jarrones
Los jarrones de La Alhambra son unos dieciséis ejemplares en cerámica, también conocidos con el nombre de «vasos», pertenecientes al complejo palaciego. Algunos llegaron intactos hasta el siglo xxi mientras que de otros solo se han podido conservar pequeños o grandes fragmentos, como golletes, asas y cuerpos. Fueron piezas ornamentales de gran lujo fabricadas únicamente para su contemplación. Los temas de decoración consisten en dibujos geométricos, vegetales, epigráficos y algunos representativos. Son de gran tamaño alcanzando una altura de más de un metro y una anchura de más de sesenta centímetros en general. Están elaborados con la técnica del vidriado dorado.

### En Córdoba
En 1391 tuvo lugar en Córdoba el asalto a la judería, un espacio que más tarde sería la collación cristiana de San Bartolomé. En este lugar se empezó a construir una pequeña iglesia (inconclusa) y a su lado una capilla funeraria consagrada a Santiago que es lo que se conoce como capilla de San Bartolomé. Es una joya gótico-mudéjar. En la restauración de 1935 se encontraron en la contrahuella del escalón del altar unos interesantes azulejos de época nazarí pintados en dorado y azul. Las escenas que representan se han interpretado como alegoría de los sentidos. Tras su descubrimiento se llevaron al museo Arqueológico de esta ciudad.